# Getting Nowhere
Getting Nowhere è un brano musicale del gruppo dubstep inglese Magnetic Man, estratto il 18 febbraio 2011 come terzo singolo dal loro album di debutto Magnetic Man e promosso dall'etichetta discografica Columbia.
Il singolo ha raggiunto alla sessantaquattresima posizione della classifica britannica, nella quale è rimasto per tre settimane consecutive. È entrato in classifica anche in Belgio, non riuscendo tuttavia ad entrare nelle prime cinquanta posizioni.

## Tracce
Download digitale
1. Getting Nowhere - 4:30
2. Getting Nowhere (Skream Remix) - 4:52
3. Getting Nowhere (Breakage as Hard as We Try Remix) - 4:41
4. Getting Nowhere (Yoruba Soul Mix) - 7:29

## Classifiche
| Classifica (2011) | Posizione massima |
| ----------------- | ----------------- |
| Belgio (Fiandre)  | 54                |
| Belgio (Vallonia) | 82                |
| Regno Unito       | 64                |